# Detectives (film)

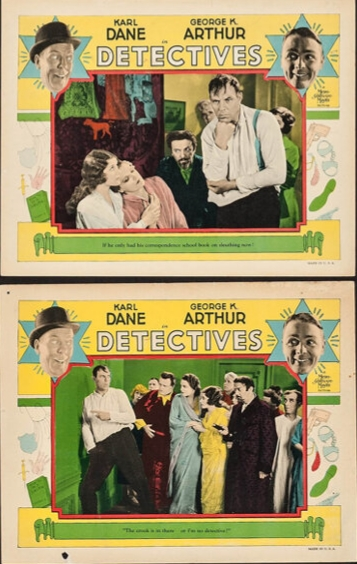
Cartes promotionnelles du film.

Pour les articles homonymes, voir Détectives.
Detectives est un film américain écrit et réalisé par Chester M. Franklin, sorti en 1928.

## Synopsis
Des bijoux sont volés dans un hôtel de luxe. Un détective privé est en compétition avec un groom pour les retrouver, et conquérir l'amour de Lois, la sténographe.

## Fiche technique
- Réalisation : Chester M. Franklin
- Scénario : Chester M. Franklin, Robert Lord
- Producteur : Louis B. Mayer
- Photographie : John Arnold
- Montage : Frank Sullivan
- Genre : Comédie, mystère[2]
- Distributeur : Metro-Goldwyn-Mayer
- Durée : 7 bobines
- Date de sortie : 9 juin 1928

## Distribution
- Karl Dane : The House Detective
- George K. Arthur : The Bellhop
- Marceline Day : Lois
- Tenen Holtz : Orloff
- Felecia Drenova : Mrs. Winters
- Tetsu Komai : Chin Lee
- Clinton Lyle : Roberts